# Motomami World Tour
Motomami World Tour è stato il terzo tour musicale della cantante spagnola Rosalía, a supporto del suo terzo album in studio Motomami (2022).
Senza conteggiare la data di Miami, il tour ha prodotto un incasso di oltre 30 milioni di dollari da circa 440 000 spettatori paganti distribuiti in 45 date.

## Antefatti e sviluppo
La cantante ha annunciato le date del tour il 18 aprile 2022, a un mese esatto di distanza dalla pubblicazione dell'album Motomami. I biglietti per le date nordamericane del tour sono andati in vendita dal 21 aprile per i titolari di carta American Express, mentre quelli per le date europee a partire dal giorno successivo. A causa della forte richiesta, sono state inserite date aggiuntive a Madrid, Barcellona, Città del Messico, Buenos Aires, New York e Los Angeles e per lo stesso motivo la data brasiliana di San Paolo è stata spostata dalla sede originaria a un impianto con il doppio della capacità.

## Critica
La tappa spagnola del tour ha ricevuto recensioni generalmente positive da parte della critica specializzata, mentre la tappe nordamericana ed europea sono state accolte con un consenso più marcato. Nuria Net di Rolling Stone ha recensito favorevolmente il primo dei due concerti a Madrid, ritenendo che il tour «si focalizzi sul minimalismo e sull'evidenziare le doti artistiche della cantante, ma e anche rumoroso ed eclettico», complimento la vulnerabilità della cantante e la sua capacita di «mettersi a nudo». Rispetto al design del palco, ha commentato: «l'esperienza immersiva si è tradotta in uno stage in cui un cameraman insegue costantemente Rosalía con la propria videocamera, talvolta mettendosi davanti a lei. Ma questo è il punto.» Scrivendo per la testata spagnola El País, Fernando Neira si è espresso in maniera maggiormente scettica rispetto allo stesso spettacolo, criticando l'uso predominante della videocamera e definendo Rosalía «selfie che cammina e si esibisce in una sorta di karaoke televisivo». La recensione di Neira è stata duramente criticata da altre autorevoli testate come Forbes e della cantante Alaska. Sebas Alonso di Jenesaispop ha dato un punteggio di 8/10 allo show di Madrid, apprezzando la dimensione «futuristica e minimalista» affermando che «Rosalía è sempre due passi in avanti» e la «scelta di intrattenere il pubblico senza puntare su stratagemmi come numerosi cambi di costume».
Il Boston Globe, nel recensire lo show della città in cui è sito, ha definito Rosalía come «estremamente energica ed umana» dimostrando che sia «una forza della musica pop in pieno controllo della propria immagine, che sta iniziando a scrivere la storia della propria eredità artistica». Consequence of Sound e Edge hanno entrambi seguito i concerti di New York, concordando nel ritenere che «Rosalía sia una figura di spicco nel panorama musicale latino». Chris Richards ha scritto una recensione entusiastica rispetto alla data di Washington per il Washington Post. Lo show è stato definito come «iperrealista» ritenendo che «non si tratta di qualcosa che si vede nel pop di tutti i giorni», ma un qualcosa di «molto intimo, futuristico e prezioso, e u nuovo tipo di concepire la musica pop che sembra pienamente consapevole dell'insondabile ampiezza della vita e del fatto che a ciascuno di noi sia dato solo un futuro da vivere». Per quanto riguarda le date californiane, Riff e USD The Guardian le hanno definite «una solida rappresentazione del paesaggio sonoro catartico dell'album, dove le canzoni sbattono avanti e indietro tra caos e calma, vecchio e nuovo, rigido e morbido, proprio come la natura della sua arte».
Hannah Mylrea di NME e il The Independent hanno entrambi dato al concerto di Lisbona il punteggio massimo, equivalente a cinque stelle. Hanno concordato nel descrivere lo spettacolo come «una dimostrazione della singolare visione artistica di Rosalía. Racchiudendo la natura mutevole di Motomami e consentendo a ciascuno dei lati del disco di brillare in egual misura - che si tratti di una complessa routine di danza o di un momento di catarsi strappalacrime - è indicativo del puro talento di Rosalía come interprete e ricorda che al momento nessuno lo sta facendo come lei». L'esibizione all'O2 Arena di Londra ha ottenuto l'acclamazione da parte delle testate giornalistiche britanniche: mentre Metro ha definito Rosalía «la più grande collagista vivente della musica» e
«un'autrice lirica che sembra far confluire nel suo universo estremamente complicato e dinamico ogni suono e gusto, cultura e paese che abbia mai sperimentato», i giornalisti di Evening Standard e The Daily Telegraph hanno convenuto che Rosalía sia «una delle più grandi interpreti dal vivo che abbiano mai visto». Infine, Charles Ravens, autore per conto del Guardian, ha elogiato la capacità di prendere rischi da parte Rosalía, paragonandola a «Frank Ocean con il doppio delle hit, a Björk per le movenze artistiche e a Kanye West per la forte personalità».

## Scaletta
Questa scaletta rappresenta quella del concerto del 14 agosto 2022 a Città del Messico. Non è, pertanto, rappresentativa per tutti gli spettacoli del tour.
1. Saoko
2. Candy
3. Bizcochito
4. La fama
5. Dolerme
6. De aquí no sales / Bulerías
7. Motomami
8. Genís
9. Linda
10. La noche de anoche
11. Diablo
12. Hentai
13. Pienso en tu mirá
14. Perdóname (cover de La Factoría)
15. De plata
16. ABCDEFG (interludio)
17. La combi Versace
18. Relación (Remix) / TKN / Yo x ti, tú x mí (contiene elementi di Papi Chulo e Gasolina)
19. Despechá
20. Aislamiento
21. Blinding Lights (Remix)
22. Chiri
23. Como un g
24. Malamente
25. Delirio de grandeza
26. LAX (interludio)
27. Con altura
28. Chicken Teriyaki
29. Sakura
30. Cuuuuuuuuuute

## Date del tour
| Data              | Città             | Stato                 | Luogo                                      | Biglietti venduti / Biglietti disponibili | Incasso    |
| Spagna            | Spagna            | Spagna                | Spagna                                     | Spagna                                    | Spagna     |
| ----------------- | ----------------- | --------------------- | ------------------------------------------ | ----------------------------------------- | ---------- |
| 6 luglio 2022     | Almería           | Spagna                | Recinto Ferial                             | N.D.                                      | N.D.       |
| 9 luglio 2022     | Siviglia          | Spagna                | Stadio de la Cartuja                       | 15.254 / 18.758                           | $991.360   |
| 12 luglio 2022    | Granada           | Spagna                | Plaza de Toros                             | 7.442 / 7.442                             | $506.814   |
| 14 luglio 2022    | Fuengirola        | Spagna                | Marenostrum                                | N.D.                                      | N.D.       |
| 16 luglio 2022    | Valencia          | Spagna                | Auditorio Marina Sur                       | 15.357 / 17.919                           | $1.107.086 |
| 19 luglio 2022    | Madrid            | Spagna                | WiZink Center                              | 30.202 / 30.202                           | $2.044.525 |
| 20 luglio 2022    | Madrid            | Spagna                | WiZink Center                              | 30.202 / 30.202                           | $2.044.525 |
| 23 luglio 2022    | Barcellona        | Spagna                | Palau Sant Jordi                           | 35.490 / 35.490                           | $2.263.939 |
| 24 luglio 2022    | Barcellona        | Spagna                | Palau Sant Jordi                           | 35.490 / 35.490                           | $2.263.939 |
| 27 luglio 2022    | Bilbao            | Spagna                | Bizkaia Arena                              | 13.599 / 16.114                           | $903.305   |
| 29 luglio 2022    | La Coruña         | Spagna                | Coliseum da Coruña                         | 7.988 / 7.988                             | $516.687   |
| 1º agosto 2022    | Palma di Maiorca  | Spagna                | Son Fusteret                               | 8.999 / 8.999                             | $636.564   |
| America Latina    |                   |                       |                                            |                                           |            |
| 14 agosto 2022    | Città del Messico | Messico               | Auditorio Nacional                         | 18.868 / 18.868                           | $1.208.527 |
| 15 agosto 2022    | Città del Messico | Messico               | Auditorio Nacional                         | 18.868 / 18.868                           | $1.208.527 |
| 17 agosto 2022    | Guadalajara       | Messico               | Auditorio Telmex Auditorium                | N.D.                                      | N.D.       |
| 19 agosto 2022    | Monterrey         | Messico               | Auditorio Citibanamex                      | N.D.                                      | N.D.       |
| 22 agosto 2022    | San Paolo         | Brasile               | Espaço Unimed                              | 8.594 / 8.594                             | $607.526   |
| 25 agosto 2022    | Buenos Aires      | Argentina             | Movistar Arena                             | N.D.                                      | N.D.       |
| 26 agosto 2022    | Buenos Aires      | Argentina             | Movistar Arena                             | N.D.                                      | N.D.       |
| 28 agosto 2022    | Santiago del Cile | Cile                  | Movistar Arena                             | 15.506 / 15.506                           | $795.162   |
| 31 agosto 2022    | Bogotà            | Colombia              | Movistar Arena                             | N.D.                                      | N.D.       |
| 3 settembre 2022  | La Romana         | Repubblica Dominicana | Altos de Chavón                            | 5.796 / 5.796                             | $460.747   |
| 9 settembre 2022  | San Juan          | Porto Rico            | Coliseo de Puerto Rico José Miguel Agrelot | N.D.                                      | N.D.       |
| Nord America      |                   |                       |                                            |                                           |            |
| 15 settembre 2022 | Boston            | Stati Uniti           | MGM Music Hall                             | 4.652 / 4.916                             | $400.989   |
| 18 settembre 2022 | New York          | Stati Uniti           | Radio City Music Hall                      | 11.544 / 11.544                           | $1.224.263 |
| 19 settembre 2022 | New York          | Stati Uniti           | Radio City Music Hall                      | 11.544 / 11.544                           | $1.224.263 |
| 23 settembre 2022 | Toronto           | Canada                | Budweiser Stage                            | 7.667 / 8.870                             | $542.478   |
| 26 settembre 2022 | Washington        | Stati Uniti           | The Anthem                                 | 6.000 / 6.000                             | $553.258   |
| 28 settembre 2022 | Chicago           | Stati Uniti           | Aragon Ballroom                            | 4.901 / 4.901                             | $402.201   |
| 2 ottobre 2022    | San Diego         | Stati Uniti           | Cal Coast Credit Union Open Air Theatre    | 4.720 / 4.720                             | $500.930   |
| 4 ottobre 2022    | San Francisco     | Stati Uniti           | Bill Graham Civic Auditorium               | 8.507 / 8.507                             | $765.305   |
| 7 ottobre 2022    | Inglewood         | Stati Uniti           | YouTube Theater                            | 11.699 / 11.699                           | $1.450.359 |
| 8 ottobre 2022    | Inglewood         | Stati Uniti           | YouTube Theater                            | 11.699 / 11.699                           | $1.450.359 |
| 12 ottobre 2022   | Houston           | Stati Uniti           | 713 Music Hall                             | 5.058 / 5.058                             | $437.422   |
| 14 ottobre 2022   | Irving            | Stati Uniti           | Toyota Music Factory                       | 5.952 / 8.023                             | $478.837   |
| 17 ottobre 2022   | Atlanta           | Stati Uniti           | Coca-Cola Roxy                             | 3.607 / 3.607                             | $339.968   |
| 22 ottobre 2022   | Miami             | Stati Uniti           | Mana Wynwood Convention Center             | N.D.                                      | N.D.       |
| Europa            |                   |                       |                                            |                                           |            |
| 25 novembre 2022  | Braga             | Portogallo            | Altice Forum                               | 11.444 / 11.444                           | $567.776   |
| 27 novembre 2022  | Lisbona           | Portogallo            | Altice Arena                               | 19.002 / 19.002                           | $888.048   |
| 1º dicembre 2022  | Assago            | Italia                | Mediolanum Forum                           | 10.146 / 10.146                           | $535.363   |
| 4 dicembre 2022   | Berlino           | Germania              | Velodrom                                   | 7.872 / 7.872                             | $428.310   |
| 7 dicembre 2022   | Düsseldorf        | Germania              | Mitsubishi Electric Halle                  | 7.187 / 7.187                             | $398.453   |
| 10 dicembre 2022  | Amsterdam         | Paesi Bassi           | AFAS Live                                  | 6.019 / 6.019                             | $345.725   |
| 12 dicembre 2022  | Bruxelles         | Belgio                | Forest National                            | 8.388 / 8.388                             | $484.072   |
| 15 dicembre 2022  | Londra            | Regno Unito           | The O2 Arena                               | 14.752 / 14.752                           | $1.083.667 |
| 18 dicembre 2022  | Parigi            | Francia               | Accor Arena                                | 15.540 / 15.540                           | $1.048.470 |